# Пэлл-Мэлл

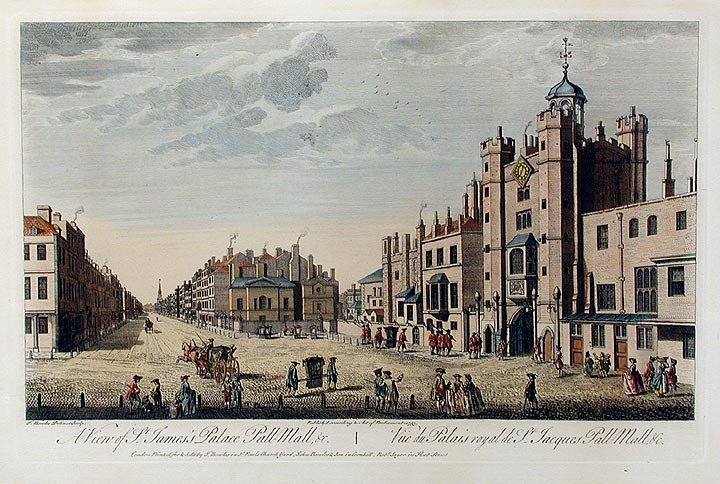
Пэлл-Мэлл в 1763 году.

Пэлл-Мэлл (Pall Mall) — центральная улица Сент-Джеймсского квартала (англ.) в Вестминстере. Заканчивается на углу с Хеймаркетом, откуда два коротких переулка, Пэлл-Мэлл-Ист и Кокспер-стрит, ведут на Трафальгарскую площадь. Параллельно Пэлл-Мэллу проходит церемониальная аллея Мэлл.
Всю южную сторону Пэлл-Мэлла занимают Сент-Джеймсский дворец и другие резиденции членов королевской фамилии (Марлборо-хаус, ранее — Карлтон-хаус). Пэлл-Мэлл получил своё название в XVII веке от проводившихся перед королевской резиденцией игр в пэлл-мэлл (англ., предшественник крокета).
В викторианскую эпоху почти все главные клубы английских джентльменов проводили заседания в особняках на Пэлл-Мэлле. Кроме того, именно здесь поначалу располагались Королевская академия художеств и Лондонская национальная галерея.